# Французька література

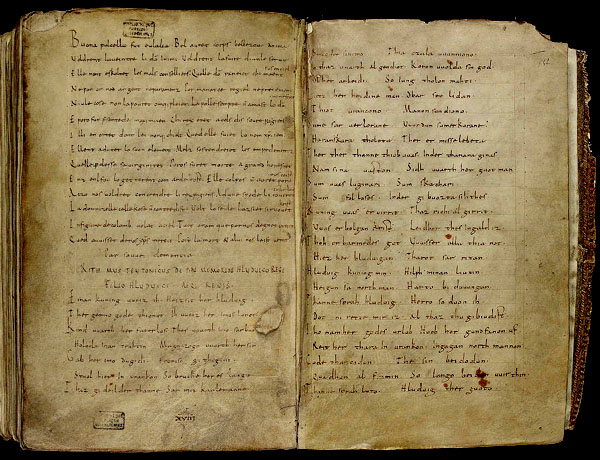
Перший художній твір французької літератури — «Секвенція про святу Євлалію» (881), для кращого читання тексту клацнути тут Numérisation du parchemin (Réf. Bibliothèque municipale de Valenciennes 150 (olim 143) fol.141v)

Францу́зька літерату́ра — література Франції та франкомовна література Бельгії. Натомість франкомовна література Швейцарії належить до багатомовної швейцарської літератури, так само, як франкомовна література Канади є складовою канадської літератури.
Загалом літературу, написану французькою мовою: Канади, Бельгії, Швейцарії, франкомовні країни Африки, Французька Полінезія, франкомовні країни і території Карибського басейну тощо називають франкомовною. Часом до французької літератури зараховують також художню літературу іншими мовами Франції, наприклад, окситанською чи бретонською.
Французька література одна з найдавніших європейських літератур. Це найстаріша література романською мовою. Французька література має багату історію, що починається зі становлення французької мови приблизно в кінці 9 століття. У 18 та 19 століттях, коли французька мова стала міжнародною мовою, спостерігається період найвищого розвитку французької літератури. Вона зберерігала своє передове місце у світовій літературі впродовж першої половини 20 століття, але в другій половині 20 століття її значення в світовому масштабі дещо зменшилося в зв'язку з розквітом англомовної літератури.
За всю свою історію французька література була тісно пов'язана з суспільними змінами та історичним розвитком Франції. Чимало французьких письменників були водночас істориками (Вольтер, Мішле, Ренан), політичними мислителями (Монтеск'є, Руссо, Токвіль), філософами (Декарт, Паскаль, Сартр, Камю).

## Основні етапи
Енциклопедія «Ларусс» вирізняє такі основні етапи тисячолітньої історії французької літератури, до яких можна додати останній етап розвитку "література й інтернет":
- Виникнення світської літератури народною старофранцузькою мовою в кінці XI століття;
- Виникнення численних інституцій, що займаються збереженням текстів: монастирі, бібліотеки, перші університети, тощо (XIII століття);
- Поширення друкарства і розвиток меценатства в кінці XV століття ;
- Розширення кола читачів, визнання письменницького фаху (початок XIX століття);
- Загальна шкільна освіта з обов'язковим викладанням літератури з 1890 року та розвиток літератури для дітей в кінці XIX століття;
- Література зближується з іншими медіями: радіо, кіно, телебачення (з середини XX століття).
- Література й інтернет: гіпертекст, тексти онлайн, електронні бібліотеки, оцифрування першоджерел (кінець XX століття - початок XXI століття)

### Літературні епохи
У літературознавстві прийнята періодизація національних літератур за епохами. У французькій літературі зазвичай виділяють такі епохи:
- Середньовічна література (X-XIV століття)
- Література епохи Відродження (XV-XVI століття)
- Епоха класицизму (XVII століття)
- Література доби Просвітництва (XVIII століття)
- Література XIX століття
- Література XX століття
- Література XXI століття

## Визначні автори і твори

### Проза, епос
Середньовіччя
- Флуар і Бланшфлор
- Окассен і Ніколетт
- Пісня про Роланда та інші епічні жести
- Кретьєн де Труа, Ланцелот
- Гійом де Лоріс, Жан де Мен, «Роман про Троянду»

16 століття
- Франсуа Рабле, Гаргантюа і Пантагрюель
- Мішель де Монтень, Проби

17 століття
- Мадам де Лафаєтт, Принцеса Клевська

18 століття
- Абат Прево, Манон Леско
- Вольтер, Кандид, або Оптимізм
- Жан-Жак Руссо, Жулі або нова Елоїза
- Дені Дідро, Жак-фаталіст
- П'єр де Лакло, Небезпечні зв'язки
- Нікола Ретіф де ла Бретонн, Месьє Нікола

19 століття
- Франсуа-Рене де Шатобріан, Атала, Рене
- Бенжамен Констан, Адольф
- Стендаль, Червоне та чорне
- Оноре де Бальзак, Людська комедія
- Теофіль Готьє - Капітан Фракас, Роман про мумію
- Віктор Гюго, Знедолені, Собор Паризької Богоматері
- Александр Дюма (батько), Три мушкетери, Граф Монте-Крісто
- Гюстав Флобер, Мадам Боварі, Саламбо, Виховання почуттів
- Гі де Мопассан, Життя, Любий друг, Пампушка
- Еміль Золя, Ругон-Маккари

20 століття
- Андре Жид, Фальшивомонетники, Іммораліст
- Марсель Пруст, У пошуках втраченого часу
- Роже Мартен дю Гар,Тібо
- Андре Бретон, Надя
- Андре Мальро, Умови людського існування, Завойовники
- Гастон Леру, Привид опери
- Луї-Фердинанд Селін, Подорож на край ночі, Смерть у кредит
- Колетт, Жіжі
- Антуан де Сент-Екзюпері, Маленький принц, Нічний політ
- Жан Жене, Богоматір квіток, Щоденник злодія
- Альбер Камю, Сторонній, Чума
- Жан-Поль Сартр, Вік мудрості
- Ремон Кено, Зазі в Метро
- Марґеріт Юрсенар, Мемуари Адріана, Філософський камінь
- Марґеріт Дюрас, Коханець
- Клод Сімон, Дорога Фландрії, Зоосад
- Наталі Саррот, Золоті плоди, Ви чуєте їх, Дитинство
- Мішель Бютор, Модифікація
- Ален Роб-Ґріє, Торік у Марієнбаді, Підглядач, Реприза
- Мішель Турньє, Вільшаний король
- Франсуаза Саган, Добридень, смутку, Чи любите ви Брамса?
- Мішель Уельбек, Розширення поля боротьби, Елементарні частки, Карта і територія
- Фредерік Бегбедер, 99 франків
- Амелі Нотомб, Гігієна вбивці, Косметика ворога, Словник власних імен

### Поезія
- Секвенція про святу Євлалію
- Рютбеф
- Адам де ла Аль
- Франсуа Війон, Заповіти
- П'єр де Ронсар, Жоашен дю Белле та інші поети Плеяди, поезії
- Клеман Маро
- Луїза Лабе та Ліонська школа
- Лафонтен, Байки
- Франсуа де Малерб
- Віктор Гюго, Роздуми
- Альфонс де Ламартін, Поетичні медитації
- Альфред де Мюссе
- Алоїзіус Бертран
- Лотреамон
- Леконт де Ліль
- Жозе-Маріа де Ередіа
- Шарль Бодлер, Квіти зла
- Поль Верлен, Романси без слів
- Артюр Рембо, Сезон у пеклі
- Стефан Малларме, Кинуті кості ніколи не відмінянь випадку
- Гійом Аполлінер, Алкоголі
- Луї Арагон
- Поль Валері
- Поль Елюар
- Блез Сандрар
- Франсіс Понж
- Еме Сезер
- Ремон Кено
- Ів Боннфуа

### Драма
- Жан де Ла Тай, Саул
- П'єр Корнель, Сід
- Мольєр, Тартюф, Міщанин-шляхтич, Мізантроп, Скупий, Дон Жуан, Школа дружин
- Жан Расін, Федра, Андромаха
- П'єр Маріво, Гра кохання і випадку
- Бомарше, Сивільський цирюльник, Весілля Фігаро
- Едмон Ростан, Сірано де Бержерак
- Жан Жіроду, Троянська війна не відбудеться
- Жан Ануй, Антигона
- Жан-Поль Сартр, Без виходу
- Ежен Йонеско, Голомоза співачка, Носоріг
- Жан Жене, Служниці, Балкон, Ширми

### Есе, мемуари,афористика
- Мішель Монтень — Проби
- Блез Паскаль — Думки
- Франсуа де Ларошфуко — Максими
- Джакомо Казанова, Історія мого життя
- Сен-Сімон — «Мемуари»
- Кардинал Рец — «Мемуари»
- Марі де Севіньє — «Листи»
- Жан-Жак Руссо — Промова про мистецтва й науки, Соціальний контракт, Сповідь
- Франсуа-Рене де Шатобріан — Геній християнства, Мемуари з потойбіччя
- Алексіс де Токвіль — Демократія в Америці
- Жуль Мішле — Історія Франції, Відьма
- Мішель Леріс — Вік людини
- Альбер Камю — Міф про Сізіфа
- Жан-Поль Сартр — Екзистенціалізм — це гуманізм, Буття й Ніщо
- Шарль де Голль — Військові мемуари, Мемуари
- Андре Моруа — Мемуари, біографії письменників

## Літературна критика
- Нікола Буало
- Франсуа де Малерб
- Шарль Оґюстен де Сент-Бев
- Іпполіт Тен
- Моріс Бланшо
- Жорж Батай
- Роже Каюа
- П'єр Клоссовскі
- Поль Бенішу
- Ролан Барт
- Жан-Франсуа Ліотар
- Цветан Тодоров
- Жак Дерріда
- Жерар Женетт
- Юлія Кристева
- Філіпп Соллерс

## Літературні об'єднання і школи
- Школа Машо (за ім'ям Гійома де Машо, перша поетична школа французької літератури)
- Плеяда (фр. La Pléiade, засновник П'єр Ронсар)
- Ліонська школа
- Атеней мистецтв (фр. Athenée des Arts)
- Парнас
- Гурток зютичних поетів (фр. Cercle des poètes Zutiques)
- Фелібри
- Романська школа (фр. École romane, 1880-ті роки)
- Кретейське абатство (фр. Abbaye de Créteil)
- Бривська школа (фр. École de Brive)
- Рошфорська школа (фр. École de Rochefort)
- Летризм (40-ві роки XX століття)
- Тель кель
- Уліпо
- Новий роман
- Негритюд
- Нова белетристика (фр. Nouvelle fiction, 90-ті роки XX століття)

## Французькі лауреати Нобелівської премії з літератури
Письменники з Франції найчастіше в порівнянні з іншими країнами, були відзначені Нобелівською премією з літератури.
Французькими Нобелівськими лауреатами з літератури були такі автори:
- 1901 — Сюллі-Прюдом
- 1904 — Фредерік Містраль (писав окситанською)
- 1911 — Моріс Метерлінк (бельгієць)
- 1915 — Ромен Роллан
- 1921 — Анатоль Франс
- 1927 — Анрі Бергсон
- 1937 — Роже Мартен дю Гар
- 1947 — Андре Жід
- 1952 — Франсуа Моріак
- 1957 — Альбер Камю
- 1960 — Сен-Жон Перс
- 1964 — Жан-Поль Сартр (відмовився)
- 1969 — Семюел Беккет (ірландець, писав англійською й французькою)
- 1985 — Клод Сімон
- 2000 — Ґао Сінцзянь (французьке громадянство, мова творів — китайська)
- 2008 — Жан-Марі Ґюстав Ле Клезіо
- 2014 — Патрік Модіано
- 2022 — Анні Ерно

## Французькі літературні премії
- Велика літературна премія Французької академії (фр. Grand prix de littérature de l'Académie française) — заснована 1911 року Французької академією.
- Велика премія Французької академії за роман (Grand Prix du roman de l'Académie française) — заснована 1918 року Французької академією.
- Велика премія детективної літератури (Grand Prix de Littérature Policière) — заснована 1948 року, за найкращий твір детективної літератури.
- Велика премія Французької академії за поезію (фр. Le grand prix de poésie de l'Académie française) — заснована 1957 року Французькою академією.
- Велика національна премія поезії (фр. Grand prix national de la poésie) — заснована 1981 року.
- Велика літературна премія Поля Морана (фр. Grand prix de littérature Paul Morand) — заснована 1977 року Французької академією.
- Груднева премія (Prix Décembre) — заснована в 1989 році.
- Гонкурівська премія — заснована в 1903 році, її присуджують за найкращий прозовий твір року.
- Гонкурівська премія ліцеїстів — заснована в 1987 році.
- Премія «Два Маґо» (Prix des Deux Magots) — заснована в 1933 році.
- Літературна премія імені Валері Ларбо — заснована в 1957 році.
- Премія Медічі (Prix Médicis) — заснована в 1958 році, її присуджують автору, чия «слава ще не відповідає його талантові».
- Премія Ренодо (Prix Renaudot) — заснована в 1926 році.
- Премія Тур-Аполло (Prix Tour-Apollo) — 1972—1990, її присуджували за найкращий науково-фантастичний роман, опублікований французькою мовою протягом попереднього року.
- Премія Феміна (Prix Femina) — заснована в 1904 році, її присуджувало щороку виключно жіноче журі, хоча автори робіт-переможців не повинні бути жінками.

## Французькі літературні часописи
- Ревю де Де Монд (1829- )
- Ревю Бланш (1889-1903)
- Меркюр де Франс (1890-1965)
- Нувель ревю франсез (1908- )
- Тан Модерн (1945- )
- Тель Кель (1960-1982), далі виходить як Інфіні
- Інфіні (1982- )
- Кає де л'Ерн (1960- )
- Маґазін літтерер (1966- )
- Кензен літтерер (1966- )
- Лір (1975- )
- Ревю літтерер (2004- )
- Маґазін де лівр (2006- )
- Міжнародний часопис книжок та ідей (фр. La Revue internationale des livres et des idées, 2007- )
- Емпюр (фр. Impur, 2008- )